# Glory Quest
Glory Quest — японская компания по производству видео для взрослых (AV), специализирующаяся на фетиш-видео. Офис компании находятся в округе Тосима в Токио, Япония.

## История
Студия Glory Quest выпускает видео для взрослых, по крайней мере, с 10 июня 2000 года, когда она выпустила Sweet Doll 01 на VHS (SDS-01). В декабре 2019 года DMM, крупнейший в Японии ритейлер видео для взрослых, перечислил 3532 видео, доступных для покупки под лейблом Glory Quest studio, и 2110 видео под лейблом GLORY QUEST. Компания выпускает свои видео два раза в месяц со скоростью примерно 18-20 видеороликов в месяц. На их веб-сайте участники могут загружать видео и заказывать DVD-диски Glory Quest. Они также продают свою продукцию в магазинах по всей Японии.
Glory Quest выпускают видео для взрослых в различных жанрах, включая популярных актрис из клипов «big bust» (巨乳). Они также снимают более экстремальные фетиш-видео под своим лейблом Maniac, включая такие жанры, как фистинг, S&M, копрофилия и, в свое время, зоофилия. На лейблах Maniac Shemale, Transgender и Ultra Sex представлены видеоролики с актрисами-транссексуалами.
Другим заметным жанром для Glory Quest стало «порно со старшими», быстрорастущая ниша в японской порнографии. Как сказала представитель Glory Quest по связям с общественностью Кайоко Иимура: «Если мы будем делать только стандартный тариф, мы не сможем превзойти другие студии… поэтому мы хотели сделать что-то новое. Отношения между женой и старым тестем имеют достаточно изюминки, чтобы создать атмосферу тайны и покорить сердца зрителей». Самая старая звезда Glory Quest — Сигео Токуда 1934 года рождения, которая «оказалась золотой жилой для Glory Quest».
Glory Quest зарегистрирована как GQE Inc. Его генеральным директором является Кен Миясака (宮坂謙). Она остается независимой компанией и не является частью конгломерата. Как и другие японские компании фильмов для взрослых, она принадлежит к одной из добровольных «этических групп», которые регулируют контент и цензуру.

## Лейблы
В дополнение к лейблу Glory Quest компания также использовала следующие лейблы для своих видеороликов:
- ABC
- ACD
- Boys Kageki
- Dangerous Relations
- Et cetera
- GQR
- GVG
- High Tension
- Incest
- Kebabu
- Maniac
- Maniac Shemale
- Sex Care
- Social Q
- TopazJ
- Trance Jender
- Ultra Sex

## Награды
В 2008 году Glory Quest участвовала в отраслевом конкурсе AV Grand Prix с записью She Male Jam «Эксклюзивная мелодия» (AVGP-012) с участием актрис-транссексуалов Сены Арисавы и Мины Юмено.
В 2009 году на AV Grand Prix номинант GQ, фильм «Семья инцеста» (яп.近親相姦 昭和禁断血族"母さん、この家は狂ってます") (AVGP-115) с Нацуми Китахарой, Рэйко Ямагути и Касуми Нанасе в главных ролях, получил награду «Сторонники».